# 西沃萨古尔·拉姆古兰
西沃萨吉尔·拉姆古兰 GCMG LRCP MRCS（羅馬化：Seewoosagur Ramgoolam；1900年9月18日—1985年12月15日），毛里求斯医生、政治人物，毛里求斯唯一一任首席部长、第一任毛里求斯总理及第五任毛里求斯总督。
广泛意见认为拉姆古兰是毛里求斯的开国元勋（法語：père de la nation），即便英属毛里求斯时期反对独立的毛里求斯社会民主党称他是“开祸元勋”（法語：la perte de la nation）。1956年盖伊·罗泽蒙去世后，他继任毛里求斯工党主席，直至1985年去世。1968年—1982年，他担任毛里求斯首任总理。他执政期间，奉行“福利社会主义”（属于非洲民主社会主义流派）。
拉姆古兰的儿子纳文钱德拉·拉姆古兰后来成为第3任和第5任毛里求斯总理。

## 早年
1900年9月18日，拉姆古兰出生在毛里求斯弗拉克區美丽海岸的一个印度-毛里求斯混血家庭，父亲是莫希思·拉姆古兰（Moheeth Ramgoolam）从印度移民过来的劳工，属于库什瓦哈氏族。1896年，18岁的莫希思乘坐“印度斯坦”（The Hindoostan）号轮船抵达毛里求斯，此时莫希思的哥哥拉姆洛赫恩（Ramlochurn）已经离开印度比哈尔邦波吉布爾縣哈里冈村，到国外发财。莫希思的母亲以契约劳工身份在维多利亚女王糖业庄园（Queen Victoria Sugar Estate）当工头。1898年，莫希思与毛里求斯当地的小寡妇巴斯马蒂·拉姆楚恩（Basmati Ramchurn）结婚，搬到美丽海岸糖厂（Belle Rive Sugar Estate）。两人结婚的时候，巴斯马蒂生下两个儿子，一个叫努克查迪（Nuckchadee），一个叫拉姆拉尔（Ramlall）。
拉姆古兰还很小的时候，就已经打下博杰普尔语、印度文化及哲学的基础。他在一家叫“拜特卡”的夜校读书，这间学校专门招收印度人群体的儿童，教授当地语言及印度文化。负责上课的上师教学生们祈祷及唱歌，研习《吠陀》、《罗摩衍那》、《奥义书》、《薄伽梵歌》等印度教经典。没过多久，拉姆古兰到附近的罗马天主教互助学校（Roman Catholic Aided School）读书，这所学校由西里斯夫人（Madame Siris）打理，拉姆古兰的母亲此前并不知道。在互助学校，拉姆古兰学习历史、地理、英语和法语。在互助学校读完学前班，拉姆古兰乘坐火车来到贝莱尔官立学校（Bel Air Government School）读书，认知水平达到第六级。7岁的时候，拉姆古兰就没了父亲。12岁的时候，拉姆古兰在牛棚出了严重的事故，左眼从此失去视力。在奖学金的支持下，拉姆古兰在居尔皮普公立男校（Curepipe Boys’ Government School）学习，期间借住在土地测量师叔叔哈里·帕萨德·西伍德哈里·布古斯（Harry Parsad Seewoodharry Buguth）家中。在叔叔家，拉姆古兰经常听到叔叔或叔叔的朋友讨论时局，了解到圣雄甘地、贾瓦哈拉尔·尼赫鲁、拉希·比哈里·鮑斯率领印度人民独立的事迹。凭借着奖学金课程，拉姆古兰的知识水平达到初中程度，可以直接就读居尔皮普皇家学院剑桥初中，接受了福勒牧师（Reverend Fowler）和哈伍德先生（Mr Harwood）等人的教育。读完初中，拉姆古兰当了三个月的公务员，尽管当时政府机构内存在种族歧视。
后来在哥哥拉姆拉尔的资助下，拉姆古兰来到英国学习医学。1921年，拉姆古兰乘坐法兰西火轮船公司的轮船抵达法国马赛，乘火车到巴黎中转几天，最终抵达伦敦。在巴黎，拉姆拉尔买下安德烈·紀德和安德烈·馬爾羅的书，这两人后来与拉姆古兰结为朋友。最终拉姆古兰从伦敦大学学院毕业，在倫敦政治經濟學院参加讲座。
1939年，拉姆古兰与苏希尔·拉姆乔拉旺结婚。婚后两人育有一女苏尼塔，一子纳文钱德拉。

## 从政历程
1935年，拉姆古兰从英国学成归国，致力于改善岛上印度契约劳工及非洲奴隶后代的工作生活条件。1947年，拉姆古兰加入毛里求斯工党。1940年9月，时值第二次世界大战，拉姆古兰创办党报《前进》，宣扬普遍选举、经济改革及社会正义。拉姆古兰以“法姆·马克二世”（Thumb Mark II）的笔名撰写一系列文章，挑战岛上立场保守的糖厂寡头。后来拉姆古兰当选社会文化团体“印度文化协会”主席。拉姆古兰还加入共济会的姊妹会“三希望旅馆”（Loge de la Triple Espérance），成为组织的活跃分子。
1940年至1953年，拉姆古兰当选路易港市议员，1956年至1960年连任，期间于1956年当选路易港副市长，1958年当选市长。1940年至1948年，拉姆古兰成为立法会委任议员。1948年的立法会大会上，拉姆古兰当选朗帕河區议员，1953年、1959年（特里奥莱选区）和1967年（庞普勒穆斯区-特里奥莱选区）三度连任。1948年和1953年，拉姆古兰当选行政会议成员。1951年至1956年，加入公务员局，成为教育联络官，1956年12月当选庞普勒穆斯区-特里奥莱选区首任国会议员。1958年，获殖民地政府任命为财政大臣。
1959年至1982年，拉姆古兰担任毛里求斯工党主席，接任1956年3月去世的盖伊·罗泽蒙。
1961年伦敦制宪大会上，毛里求斯社会民主党提出将毛里求斯并入英国，而不是以英联邦国家身份独立；然而英国当时已经决定放弃香港、直布罗陀及福克兰群岛以外的殖民地。实际上，早在1959年初英国首相哈羅德·麥美倫发表《變革之風》演讲的时候，英国就已经这样决定。1963年大选后，社会民主党副主席盖坦·杜瓦尔再度游说英国政府，希望对方兼并毛里求斯。同样的，这一次也被英国政府回绝，理由是兼并对毛里求斯来说不可行，即便毛里求斯大多数政党都想这样做。
1961年至1965年，拉姆古兰担任首席部长兼财政部长，受殖民地部监督，1965年至1968年升任首相，1968年成为总理。1963年，英国保守党政府协助拉姆古兰在毛里求斯组建了多党派政府。在1965年6月12日的女王寿辰日授勋活动上，拉姆古兰获册封骑士。
1967年，拉姆古兰与独立派蘇克迪奧·比索多耶爾领导的独立远望集团、制宪派的阿卜杜勒·拉扎克·穆罕默德领导的穆斯林行动委员会组建毛里求斯独立党，最终促使毛里求斯在1967年大选后独立。
1969年，拉姆古兰与毛里求斯社会民主党结盟。这次结盟保证拉姆古兰在离开独立远望集团的情况下可以继续执政，也意味着独立远望集团成为反对派，尽管其中部分成员为了保住部长职务投奔工党。
1973年，法国将拉姆古兰的荣誉军团勋位提升到大军团级，拉姆古兰盟友盖坦·杜瓦尔则升为指挥官级。
由于拉姆古兰在1967年至1982年间领导的多届政府表现不佳，工党在1982年大选中落败，无一人入选议会。后来工党全面倒台，拉姆古兰也丢掉了自己的议席。后来拉姆古兰帮助新成立的毛里求斯社会运动及其党主席阿内罗德·贾格纳特赢得1983年大选。大选过后，工党以少数党身份加入社会运动的联合政府，拉姆古兰获任命为总督，直至1985年去世。1984年，在1982年大选后成立毛里求斯爱国运动（Mouvement Patriotique Mauricien）的萨特卡姆·布莱尔回归工党，接任拉姆古兰的党主席职务，1991年卸任。
1976年到1977年，拉姆古兰担任非洲统一组织主席。

## 影响

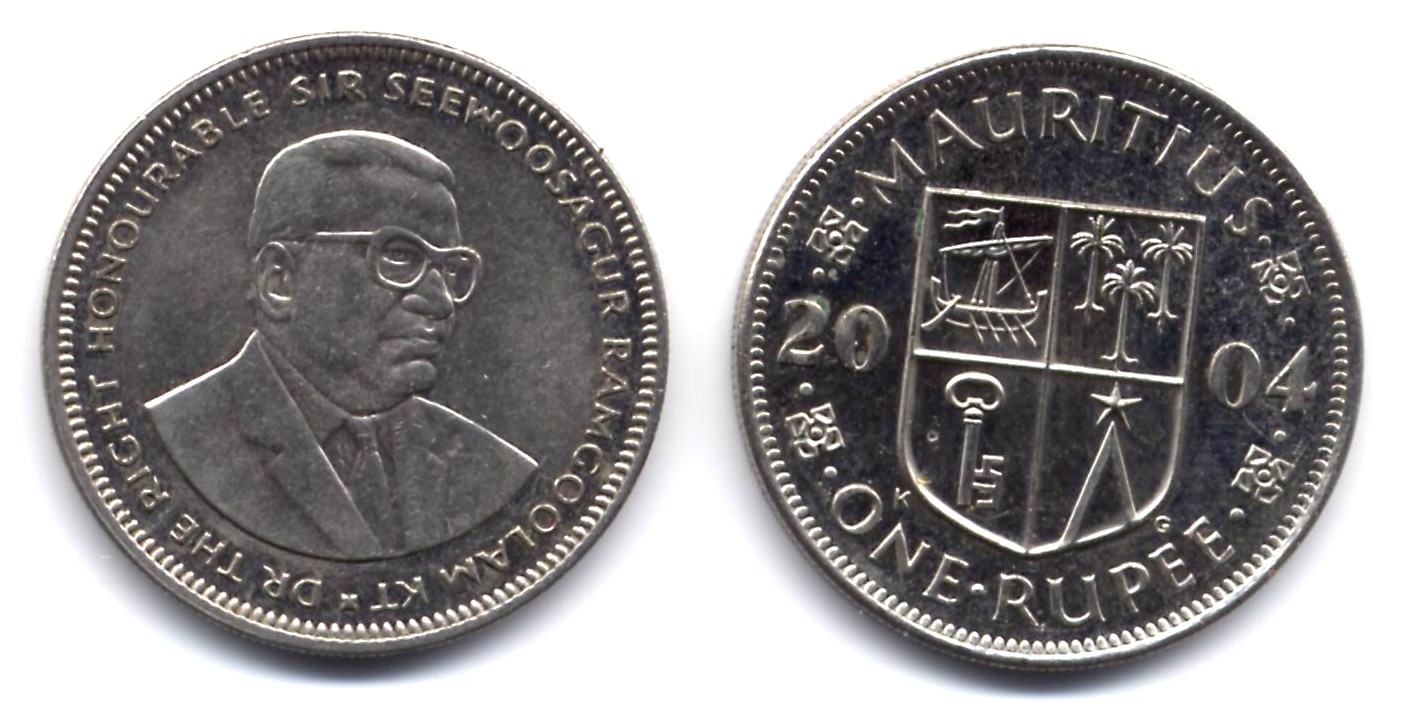
西沃萨古尔·拉姆古兰爵士肖像的模里西斯盧比硬币

毛里求斯有多条街道及公共场所以拉姆古兰的名字命名，包括老年人休闲中心西沃萨古尔·拉姆古兰爵士植物园、西沃萨古尔·拉姆古兰爵士医学院、庞普勒穆斯西沃萨古尔·拉姆古兰爵士国家医院（原址为皇家阿尔弗雷德天文台）、西沃萨古尔·拉姆古兰爵士国际机场（前身为普莱桑斯国际机场），以及基瓦尔纳加尔村（拉姆古兰家乡，原名美丽海岸（Belle Rive））。除此之外，拉姆古兰的肖像还刻在模里西斯盧比硬币上，以及面值最高的2000卢比纸币。路易港科当水门、拉姆古兰植物园，乃至拉姆古兰先祖在印度比哈尔邦巴特那的故居都有拉姆古兰的纪念碑。